# 周偉倫
周偉倫（英語：Chew Wei Lun，1995年8月26日—），馬來西亞男子硬地滾球殘疾運動員。

## 出生背景
周偉倫於1995年8月26日出生在馬來西亞柔佛新山，周偉倫一出生就被診斷出患有腦癱，因腦部受損而導致肌肉張力和姿勢障礙同時影響四肢和軀幹活動。他的母親在偉倫四歲時離開了他並交給他的祖父照顧，後來因某些原因導致祖父無法繼續照顧他，於是周偉倫在九歲時被送到了殘疾人之家。之後在周偉倫19歲時，他搬到了吉隆坡並在朋友的協助下，他在一所特殊學校學習電腦技能。後來通過一位老師的介紹下，周偉倫開始接觸硬地滾球。

## 職業生涯
周偉倫起初接觸硬地滾球僅是為了幫助他協調肌肉鍛鍊。後來在一次參加馬來西亞運動會，由於他的表現不俗並被國家隊招攬。通過選拔賽加入到國家隊並開始了“半工半訓練”的生活。周偉倫也在2019年開始成為全職運動員。在2019年5月，周偉倫出戰在香港舉行的世界硬地滾球公開賽並在該賽事中獲得亞軍。之後他再陸續參加了在廣州和杜拜的比賽並都在團體賽和個人賽獲得了季軍。
2021年8月，周偉倫獲選代表馬來西亞參加在日本東京舉行的殘疾人奧林匹克運動會的硬地滾球比賽個人BC1級項目，他也是該年殘奧會的唯一一位硬地滾球代表選手。為了備戰殘奧會，周偉倫也特別請了三個月的無薪假期，他在小組賽中以四戰全勝位居正盟晉級八強賽。八強賽上，他對壘的是中國女將張琦，他以4比2擊敗對手闖進半決賽。半決賽上，他以9比5擊退了葡萄牙的安德烈·路易斯·拉莫斯勇闖決賽。決賽上，周偉倫對壘的是英國的大衛·史密斯。第一局周偉倫以2比0領先，隨後史密斯以1比0拿下第二局拉近比分，第三和第四局則以史密斯拿下3分告終，最終周偉倫以2比4落敗，奪得銀牌。這面銀牌同時為馬來西亞在該屆殘奧會的第三面獎牌。周偉倫也因在殘奧會上奪得一面獎牌而被柔佛政府獎勵馬幣1萬5千令吉的獎金。